# Kali cyanide
Kali cyanide là một hợp chất hóa học không màu của kali có công thức hóa học KCN. Nó có mùi giống như mùi quả hạnh nhân, có hình thức bề ngoài giống như đường và hòa tan nhiều trong nước. Là một trong số rất ít chất có khả năng tạo ra các phức chất của vàng (Au) hòa tan được trong nước, vì thế nó được sử dụng trong ngành kim hoàn để mạ hay đánh bóng bằng phương pháp hóa học. Đôi khi nó cũng được sử dụng trong ngành khai thác các mỏ vàng để tách vàng ra khỏi quặng vàng (mặc dù natri cyanide được sử dụng phổ biến hơn). Cho đến những năm thập niên 1970 nó còn được sử dụng trong thuốc diệt chuột.

## Tính chất hóa học
Nó có tính hoạt động hóa học cao:
- Dễ dàng phản ứng với các acid để tạo thành acid cyanic là chất độc dễ bay hơi.
- Từng được sử dụng trong công nghiệp tinh chế vàng.

## Các hiệu ứng sinh lý học và độc tính

### Độc tính
Kali cyanide là một chất cực độc, gây chết người với liều lượng thấp. Chỉ cần ăn nhầm từ 200–250 mg chất này thì một người khỏe mạnh có thể mất ý thức trong vòng 30 giây đến 2 phút. Sau khoảng 1 tiếng thì rơi vào trạng thái hôn mê và có thể tử vong sau khoảng 3 giờ nếu không có các biện pháp điều trị kịp thời. Theo phân loại trong hướng dẫn số 67/548/EEC của liên minh châu Âu thì nó là chất cực độc (T+). Giới hạn phơi nhiễm tối đa (PEL) của OSHA là 5 mg/m³. Còn theo quyết định số 3733/2002/QĐ-BYT ngày 10 tháng 10 năm 2002 của Bộ Y tế Việt Nam thì giới hạn này là 3 mg/m³ trong môi trường sản xuất.

### Cơ chế ngộ độc
Giống như các hợp chất cyanide khác, kali cyanide gây độc bằng cách ngăn chặn sự trao đổi chất của tế bào. Kali cyanide có khả năng tạo liên kết hóa học với các heme trong máu (như hemoglobin), làm cho các tế bào không lấy được oxy và bị hủy hoại. Ngoài ra kali cyanide tác dụng với khí gas trong dạ dày tạo thành khí gas acid gây chết người khi hít phải.
Cách chất giải độc:
- Khi bị ngộ độc kali cyanide, cần sơ cứu nạn nhân bằng cách cho thở bằng khí oxy. Trong các phân xưởng có sử dụng kali cyanide, thường có sẵn bộ cấp cứu trong trường hợp nhiễm độc, bao gồm các chất amyl nitrit, natri nitrit, xanh methylene và natri thiosulfat.
- Đường glucose có khả năng làm chậm lại đáng kể quá trình gây độc của kali cyanide, đồng thời bảo vệ các tế bào bằng cách tạo liên kết hóa học với kali cyanide.

### Các chỉ số an toàn
Kali cyanide không có các chỉ số an toàn rõ ràng. Tuy nhiên,nếu tiếp xúc với kali cyanide mà không có đồ bảo hộ (có thể thấm qua da) thì có thể gây ngộ độc và tỷ lệ cao là sẽ dẫn tới tử vong.

## Chi tiết khác
Trong thực tế nhiều hợp chất kali được sử dụng trong các hóa chất tẩy rửa gia dụng. Tiêu chuẩn châu Âu thường kỹ càng hơn về các hợp chất kali so với các nước khác. Tuy nhiên ở Việt Nam loại độc chất này không phải ai cũng biết và thường được làm chất tẩy rửa chính trong các chất tẩy rửa trôi nổi trên thị trường.

## Điều chế
Kali cyanide được điều chế theo sơ đồ sau:
N2 + CH4 → HCN + NH3 → NH4CN
NH4CN+ KOH → KCN + NH3 + H2O